# Euxanthinae
De Euxanthinae zijn een onderfamilie van krabben (Brachyura) uit de familie Xanthidae.

## Geslachten
De Euxanthinae omvatten de volgende geslachten:
- Alainodaeus Davie, 1993
- Batodaeus Vázquez-Bader & Gracia, 2005
- Carpoporus Stimpson, 1871
- Cranaothus Ng, 1993
- Crosnierius Serène & Vadon, 1981
- Danielea Ng & Clark, 2003
- Edwardsium Guinot, 1967
- Epistocavea Davie, 1993
- Euxanthus Dana, 1851
- Guinotellus Serène, 1971
- Hepatoporus Serène, 1984
- Hypocolpus Rathbun, 1897
- Ladomedaeus Števcic, 2005
- Lipaesthesius Rathbun, 1898
- Lipkemedaeus Števčić, 2011
- Medaeops Guinot, 1967
- Medaeus Dana, 1851
- Miersiella Guinot, 1967
- Monodaeus Guinot, 1967
- Olenothus Ng, 2002
- Palatigum Davie, 1997
- Paramedaeus Guinot, 1967
- Pilomedaeus Takeda & Komatsu, 2011
- Pleurocolpus Crosnier, 1995
- Pseudomedaeus Guinot, 1968
- Rizalthus Mendoza & Ng, 2008
- Takedax Mendoza & Ng, 2012
- Visayax Mendoza & Ng, 2008